# 安德肋·萬-特魯瓦
安德肋·阿爾芒·萬-特魯瓦（法語：André Armand Vingt-Trois，發音：[ɑ̃dʁe aʁmɑ̃ vɛ̃ttʁwɑ]；1942年11月7日—2025年7月18日）是法國籍天主教司鐸級樞機。他是巴黎總教區榮休總主教，兼任拜占庭禮天主教法國教長區教長。

## 生平
萬-特魯瓦於1942年11月7日在法國巴黎出生。他在亨利四世中學完成中學學業，並且於1962年進入伊西萊穆利諾的神學院。然後，他在巴黎天主教大學獲得道德神學碩士學位。1964年至1965年，他在德國服兵役。他於1969年6月28日在巴黎總教區晉鐸。
他於1988年10月14日晉牧，並獲教宗若望·保祿二世任命為巴黎總教區輔理主教，領第比利斯領銜教區主教銜。1999年至2005年間，他曾任圖爾總教區總主教。他於2005年2月11日起擔任巴黎總教區總主教，3月14日開始兼任拜占庭禮天主教法國教長區教長。2007年11月5日，他當選法國主教團主席，為期三年。
教宗本篤十六世於2007年11月24日冊封他為司鐸級樞機，領聖王路易堂區司鐸銜。他於2008年6月12日獲委任為聖座主教部和宗座家庭理事會的成員，並2010年2月2日獲任命為聖職部成員。2012年3月7日，他獲任命為聖座東方教會部的成員。他曾參與2013年教宗選舉秘密會議，當時選出的是教宗方濟各。
2017年12月7日，他辭去擔任了12年的巴黎總教區總主教一職並榮休。
2025年7月18日，萬-特魯瓦樞機於巴黎安詳離世，享壽82歲。

## 評論

### 同性婚姻
他一直努力反對同性婚姻在法國合法化。在2013年，他警告說：「同性婚姻可能在法國社會煽動暴力和分裂」。他堅持認為，政府不聽法國公民的意見，這可能導致更多的暴力抵制。

## 牧徽

安德烈·万-特鲁瓦枢机牧徽